# جون أندو
جون أندو مواليد 8 أكتوبر 1984 في شيغا، اليابان، هو لاعب كرة قدم ياباني يلعب لنادي سيريزو أوساكا كلاعب وسط.

## المسيرة الاحترافية

### أندية لعب لها
- نادي كيوتو سانغا لكرة القدم
- سيريزو أوساكا

## روابط خارجية
- جون أندو على موقع رابطة كرة القدم اليابانية للمحترفين (اليابانية)
- جون أندو على موقع قاعدة بيانات كرة القدم.إي يو (الإنجليزية)
- جون أندو على موقع Soccerway.com (الإنجليزية)
- جون أندو على موقع عالم كرة القدم.نت (الإنجليزية)